# Sheksná
Sheksná (ruso: Шексна́) es un asentamiento de tipo urbano de Rusia, capital del raión homónimo en la óblast de Vólogda.
En 2023, el asentamiento tenía una población de 16 048 habitantes. Se ubica unos 40 km al este de Cherepovets, sobre la carretera A114 que lleva a Vólogda. Recibe su nombre del río Sheksná, y se ubica junto a la presa del embalse de Sheksná.

## Historia
Se conoce la existencia de la localidad desde el siglo XVI, cuando era un pueblo (seló) llamado "Nikólskoye" (Никольское), centro de la vólost "Ust-Ugla" (Усть-Угла). En 1906 se abrió aquí la estación ferroviaria de Sheksná, en la línea de ferrocarril de Vólogda a San Petersburgo. En 1954, la Unión Soviética le dio el topónimo del río y elevó su estatus a asentamiento de tipo urbano, para dar servicio a la central hidroeléctrica que forma el embalse de Sheksná. Adoptó el estatus de capital de raión en 1965.